# 中国人民解放军总医院第三医学中心
中国人民解放军总医院第三医学中心，原为中国人民武装警察部队总医院（简称武警总医院），是一所位于北京的三级甲等医院。
1937年在中央军委警卫团下组建卫生所。1938年中央教导队成立卫生队，1939年6月，中央教导队扩编为中央教导大队，中央教导大队卫生队一直担任中央警卫部队的卫生勤务保障任务。中华人民共和国成立后为北京卫戍区警卫一师医院。1983年改编扩建，隶属中国人民武装警察部队后勤部。
1988年试运转。1990年中国人民武装警察部队总医院重新建立。1997年被评为三级甲等医院。
2018年，陆军总医院、海军总医院、第三〇二医院、第三〇九医院、军事科学院军事医学研究院附属医院、武警总医院均已由中国人民解放军总医院暂管。武警总医院现已更名为中国人民解放军总医院第三医学中心，与其他七个医学中心一起归属中国人民解放军总医院。